# Clam-Gallasův palác (Praha)

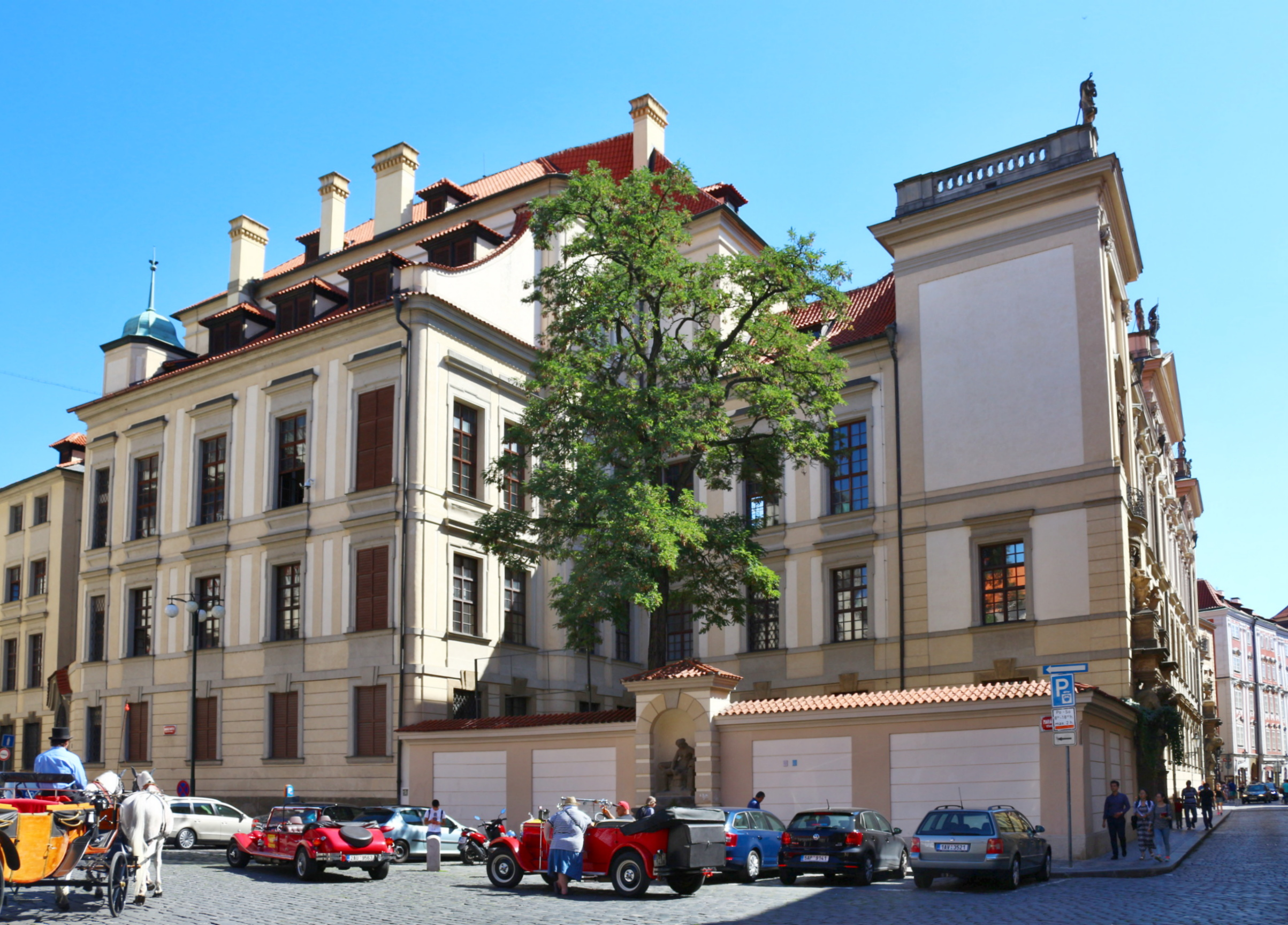
Clam-Gallasův palác z Mariánského náměstí

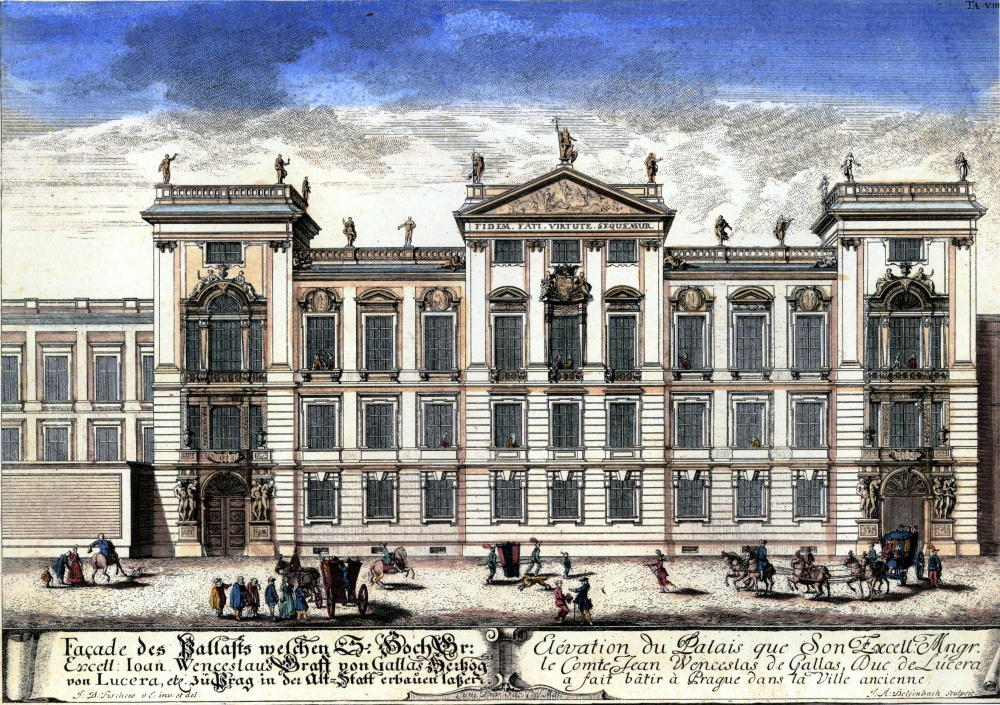
Historické zobrazení paláce, Johann Bernhard Fischer z Erlachu (1656–1723)

Clam-Gallasův nebo také Clam-Gallasovský palác je významná barokní palácová stavba v Praze na Starém Městě, situovaná ve významné centrální poloze na tzv. královské cestě. Palác má číslo popisné 158-I a tvoří blok na nároží ulice Husova (č.o. 20) a Mariánského náměstí (č.o. 3), u ústí ulice Linhartská. Z boční a zadní strany na něj navazují domy v Karlově ulici, na Malém náměstí a v ulici U Radnice.

## Dějiny paláce

### Středověk
Na místě jižní části paláce stával ve 14. století dům, přestavěný roku 1351 pro moravského markraběte Jana Jindřicha, mladšího bratra Karla IV. Po jeho smrti byl palác pronajímán pražským patricijům. Z původního domu se zachoval klenutý prostor sklepa (původně přízemí) v jižní části objektu. V 15. století patřil palác rodině zlatníka Otlína, proto byl nazýván Otlovský dům. Po majiteli z let 1499–1535 se dům nazýval Samuelovský.

### Vrcholné baroko
Počátkem 17. století byl dům přestavěn na renesanční palác šlechtické rodiny Kinských, který po zavraždění Valdštejnova pobočníka Viléma Kinského v Chebu v roce 1634 císař zkonfiskoval a daroval císařskému generálovi Matyáši Gallasovi de Campo, pro kterého dům v letech 1685-1693 přestavěl Giacomo Antonio Canevalle v raně barokním slohu. Jeho vnuk Jan Václav z Gallasu v něm v letech 1690–1719 realizoval složitý architektonický projekt. Nejdříve přikoupil několik sousedních domů a parcel a na jejich místě dal vybudovat tříkřídlý barokní palác. Roku 1713 do Prahy povolal z Vídně císařského dvorního architekta Johanna Bernharda Fischera z Erlachu. Ten již roku 1714 dodal projekt (jehož výkresy a rytinu fasády později vydal knižně ve svazku svých návrhů). Stavba byla svěřena dvěma stavitelům, z nichž jménem je znám jen Tomáš Haffenecker. Současně byly zahájeny kamenické práce dvěma osově umístěnými mohutnými portály, s dvojicí gigantů (atlantů) a plastickými reliéfy Matyáše Brauna, kterými se palác řadí k nejpůsobivějším dílům pražského baroka. Vnitřek paláce je ukázkou velkolepého panského sídla svého budovatele. Palác byl v hrubé stavbě dokončen v roce smrti císařského diplomata a krátce neapolského místokrále, hraběte Jana Václava z Gallasu. Stavebník jej vybudoval jako symbol domácí reprezentace dvorské šlechty na nejvyšší úrovni bydlení vídeňského dvora.

### Pozdní baroko a 19. století
Jeho dědicové, hlavně Filip Josef Gallas ve 20. letech 18. století, a nakonec Kristián Filip z Clam-Gallasu v závěru 18. století, dokončili vnitřní výzdobu a zařízení budovy, dali také upravit prostor soukromého divadla. V severním sousedství paláce stával gotický kostel Panny Marie Na louži s farou, farní školou a hřbitovem. Po jejich zrušení a zboření v roce 1791 byl areál paláce rozšířen o ohradní zeď do Mariánského náměstí a kašnu s nikou, do níž byla umístěna Prachnerova socha dívky, zvaná lidově Terezka. Část pozemku do poloviny 19. století zabírala Ringhofferova kotlárna.
Palác sloužil jako hlavní městská rezidence rodu Gallasů (od roku 1757 Clam-Gallasů). Dále tu bylo jejich divadlo, plesové i koncertní sály, v nichž díky Kristiánu Kryštofovi z Clam-Gallasu (1771–1838) vystoupili například Josefína Dušková a Wolfgang Amadeus Mozart v roce 1787, nebo Ludwig van Beethoven roku 1796. Tehdy byly interiéry prvního a druhého patra upraveny podle projektu Františka Hegera. Poslední úpravy v duchu druhého rokoka proběhly za Eduarda Clam-Gallase (1805–1891), který žil většinou ve Vídni, a proto palác pronajímal. K nájemcům patřili hrabě Hugo Wurmbrand, zemský advokát JUDr. Vilém Körbel nebo Německá technika.

### 20. století
Koncem roku 1918 bylo v budově umístěno první ministerstvo financí Československa. Roku 1945 byl palác znárodněn.

## Současnost
Původní monumentální a reprezentativní pozdně barokní šlechtická rezidence od roku 1993 patří Magistrátu města Prahy. Po požáru Staroměstské radnice v květnu roku 1945 se zde usídlil Archiv hlavního města Prahy, jehož fondy, kanceláře i badatelny byly v letech 1990–2017 postupně zcela vystěhovány do nového areálu na Chodovci v Praze 4. Od roku 1993 se uskutečnila částečná rekonstrukce interiérů. Nyní magistrát plánuje druhou etapu obnovy; zatím tu pořádá různé kulturní a společenské akce, výstavy, odborné konference, ale i karnevaly a sály si lze najmout i pro privátní akce.

## Architektura
Nynější podoba paláce pochází z let 1711–1715, kdy jeho tehdejší majitel rakouský diplomat hrabě Jan Václav z Gallasu hledal výraz pro reprezentaci českého patriota na nejvyšší úrovni soudobého stavitelství a oslovil jednoho z nejlepších evropských barokních architektů oné doby, Johanna Bernharda Fischera z Erlachu. Průčelí je omezeno úzkou ulicí, proto je členěno jen plochými rizality; bývá srovnáváno s klasicizující francouzskou architekturou Françoise Mansarta a přirovnáváno k dalšímu Fischerovu projektu, vídeňskému Zimnímu paláci Evžena Savojského. Sochařskou výzdobu obou osově symetrických portálů, stejně jako kašny a schodiště provedl Matyáš Bernard Braun se svou pražskou dílnou, kamenické práce vedl císařský dvorní kameník Giovanni Pietro della Torre.

### Interiér

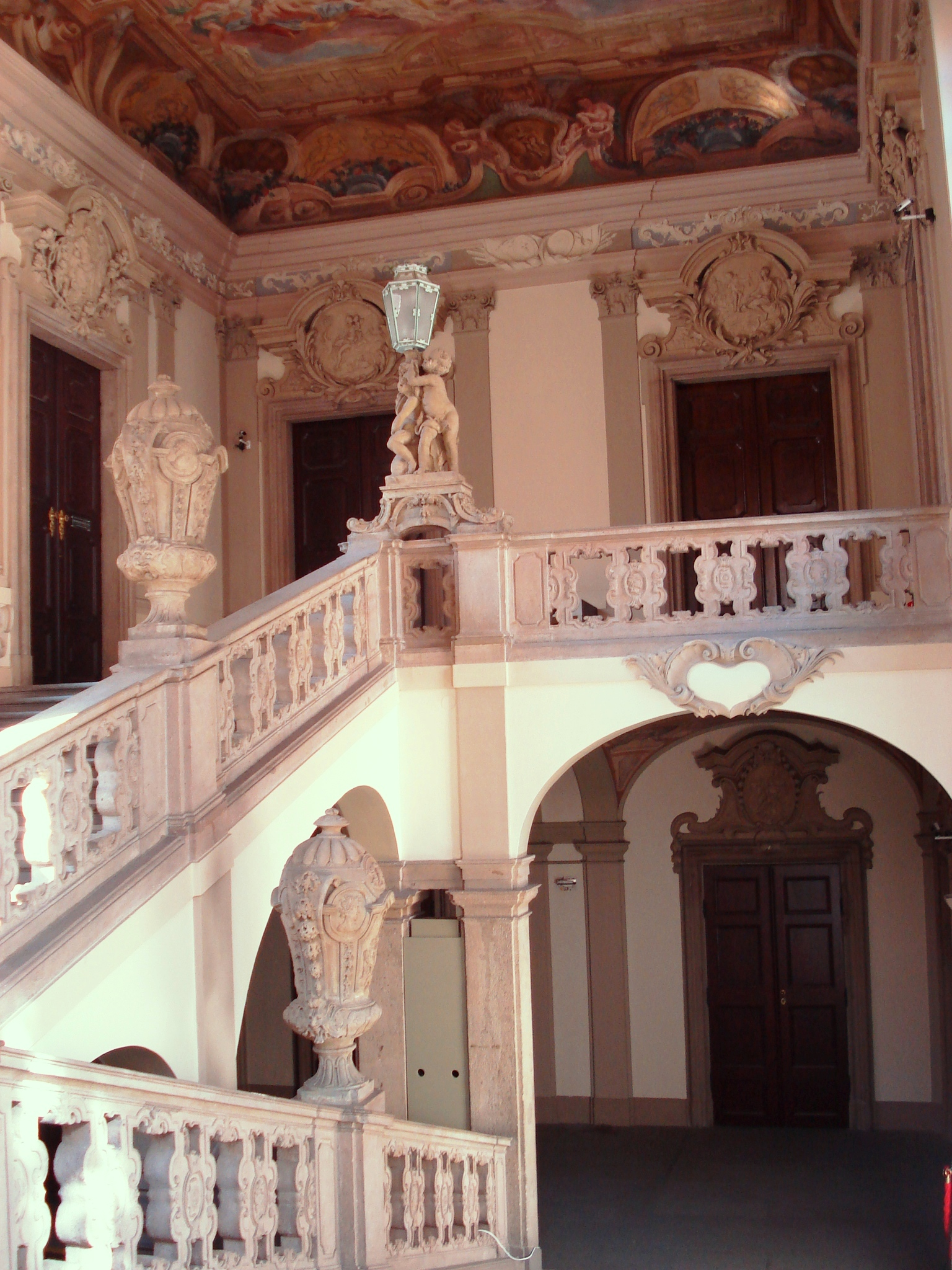
Interiér paláce, čestné schodiště

Jednotící ideou sochařské a malířské výzdoby je oslava síly, hrdinství a vzdělanosti majitelů. Sílu symbolizují sochařské práce: atlanti v průčelí nesoucí římsu portálu, s výjevy sedmi hrdinských činů Héraklových na soklech. Pohled průjezdem do 1. nádvoří uzavírá kašna s postavou Tritona s velkou mušlí v rukou. Je to dílo Matyáše Bernarda Brauna (kolem r. 1730), koncem 18. století upravené zídkou s mříží, na níž je emblém s iniciálami CCG Kristiána Clam-Gallase pod hraběcí korunkou. Hlavní schodiště má nízké schody, aby jimi návštěvníci mohli vyjet až do pater na koni.[zdroj?] Bylo vybudováno v letech 1727–1729, balustráda a zábradlí jsou tesané z pískovce s reliéfy a vázami rovněž z Braunovy dílny. Na klenbě schodiště je vymalovaná freska Triumfu boha Apollóna ve slunečním voze s čtyřspřežím běloušů, který svým Světlem zahání mocnosti Temna a Času, představované třemi starci. Jde o dílo Carla Vincenza Carloneho a jeho dílny: perspektivními detaily architektury se na něm podílel jeho spolupracovník Gaetano Fanti, figury maloval Silvestro Fossati. Štukatury provedli Santino Bussi, G. G. Fiumberti a Rochus Bolla. Od Carla Carloneho jsou i malby bohů a bohyň na klenbách odpočívadel schodiště. Nejlepší práci Carlone odvedl ve dvou sálech 2. patra (tzv. piano nobile). V prvním vymaloval Shromáždění olympských bohů, které je variantou fresky provedené již předtím pro vídeňský palác Filipa Daun-Kinského. Druhý sál zdobí Korunování umění a věd: okřídlená Historie s knihou překonává čas reprezentovaný bohem Chronem, a na příkaz bohyně Athény je vyznamenána medailí na řetězu. Po stranách na obláčcích sedí alegorické postavy Malířství, Sochařství, Architektury, Hudby a Geometrie. Třetí freska v knihovně (později upravené na divadelní sál) představuje Nanebevzetí Ariadny a Jupiterův triumf nad giganty. Doprovází je Luna, Hélios a Hvězdy). Poslední malba zdobí Zrcadlový kabinet vedle knihovny ve druhém patře, sálek se štukováním a výzdobou ve slohu 2. rokoka z poloviny 19. století. Místnosti prvního patra jsou upraveny také rokokově.

## Filmové místo
Prostory paláce se staly oblíbenou kulisou filmařů. 
1993 Svatba upírů, Režie: Jaroslav Soukup
2022 Il Boemo, Režie: Petr Václav 

## Galerie

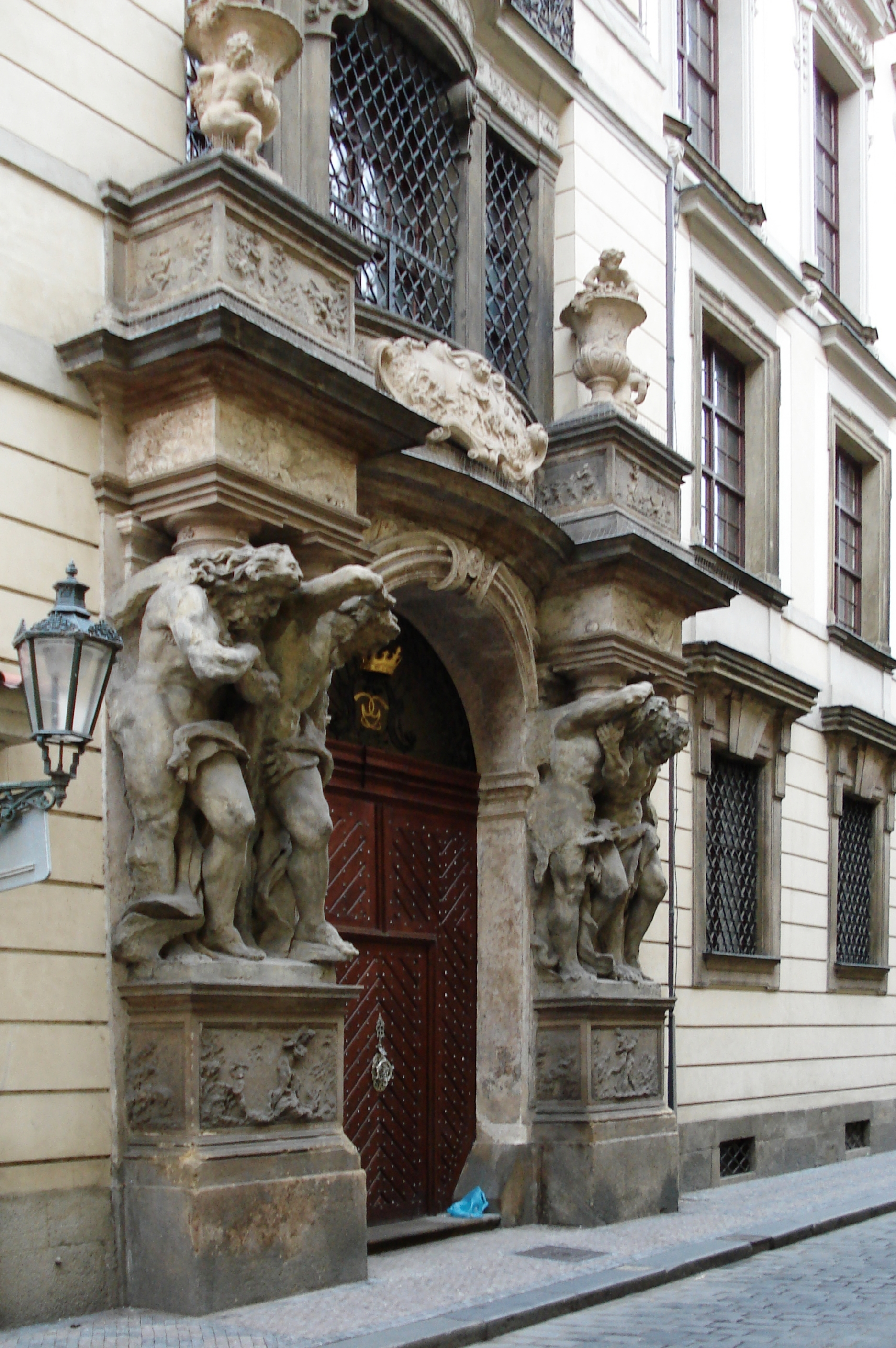
Slepý severní portál paláce v Husově ulici (pro symetrii fasády)
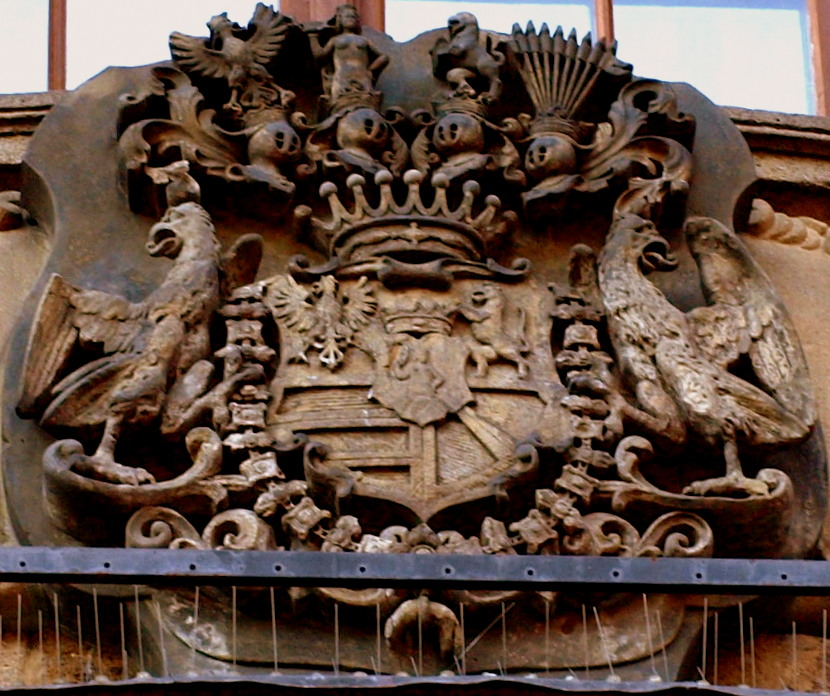
Erb na průčelí paláce
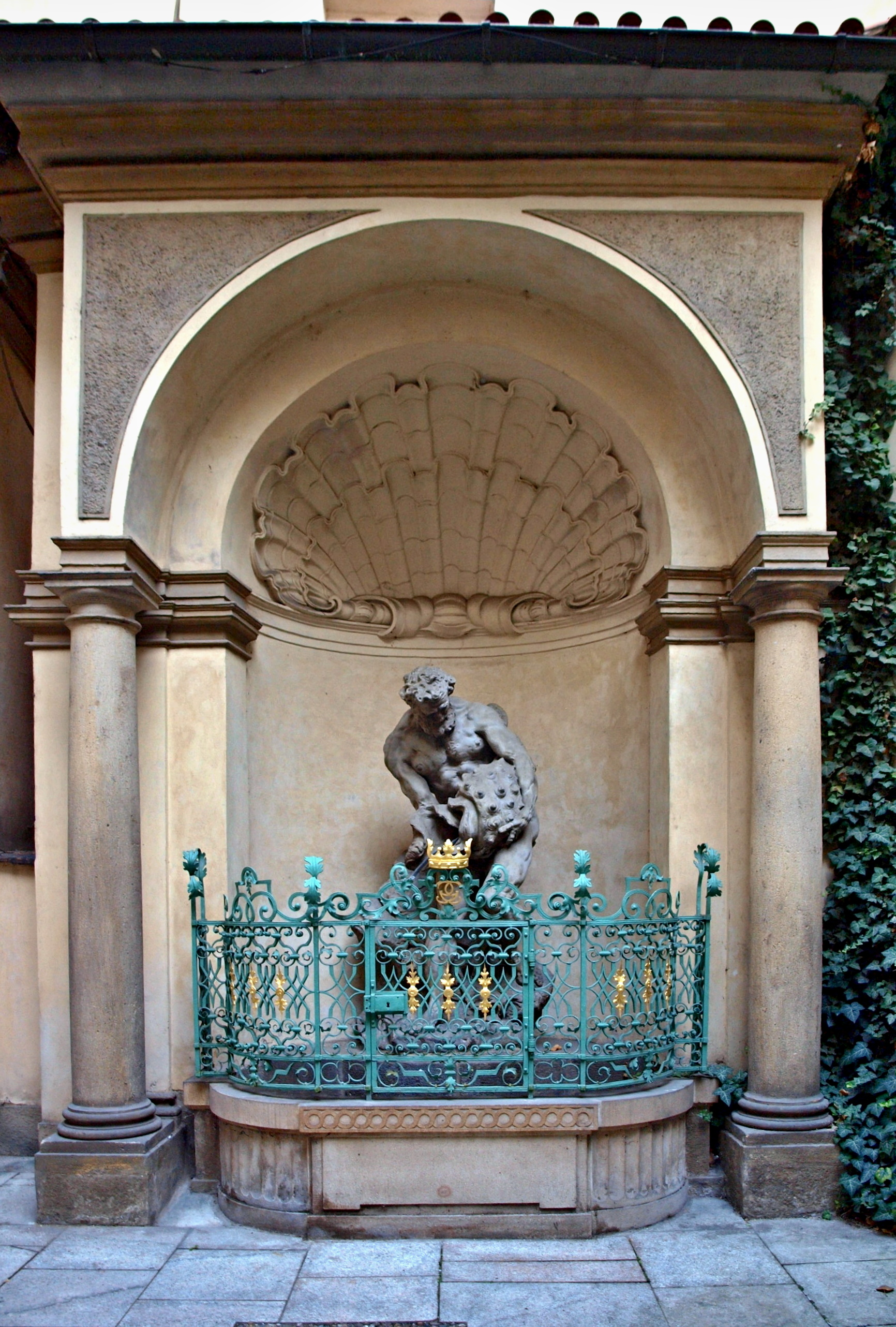
Kašna se sochou Tritona (atribut - mušle) od M. B. Brauna ve vnitřním nádvoří
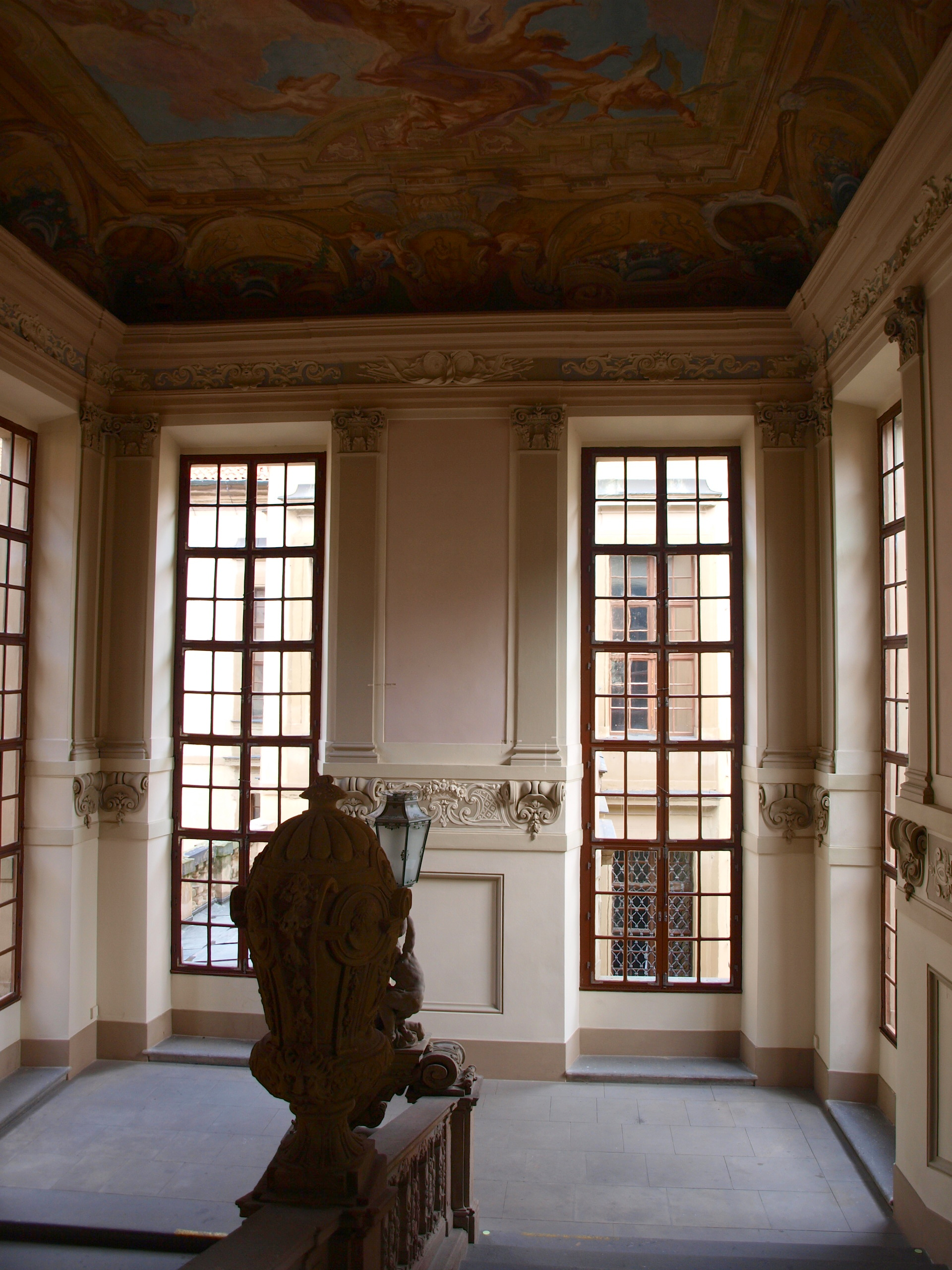
Interiéry
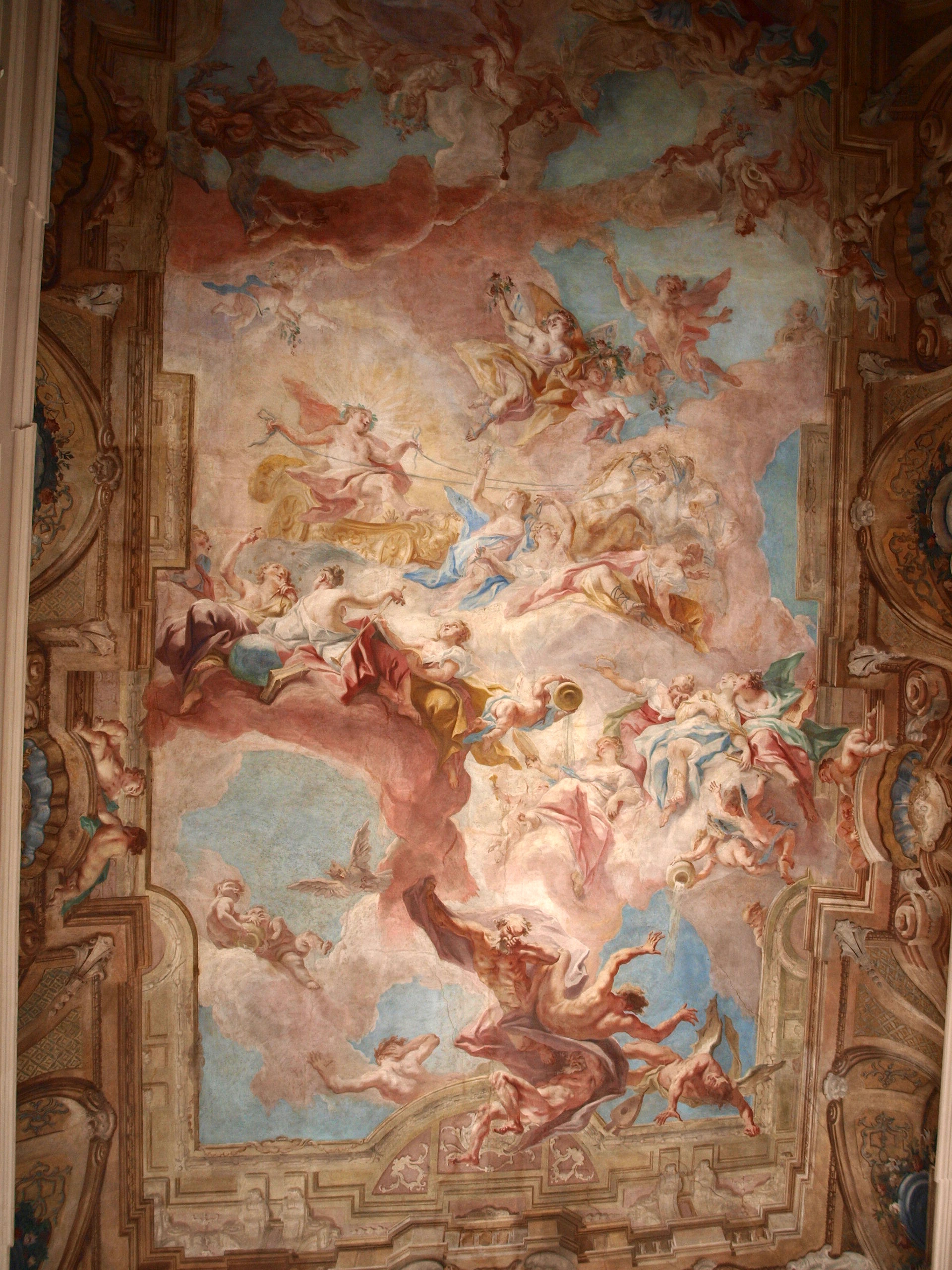
Triumf Apollónův, nástropní malba nad schodištěm
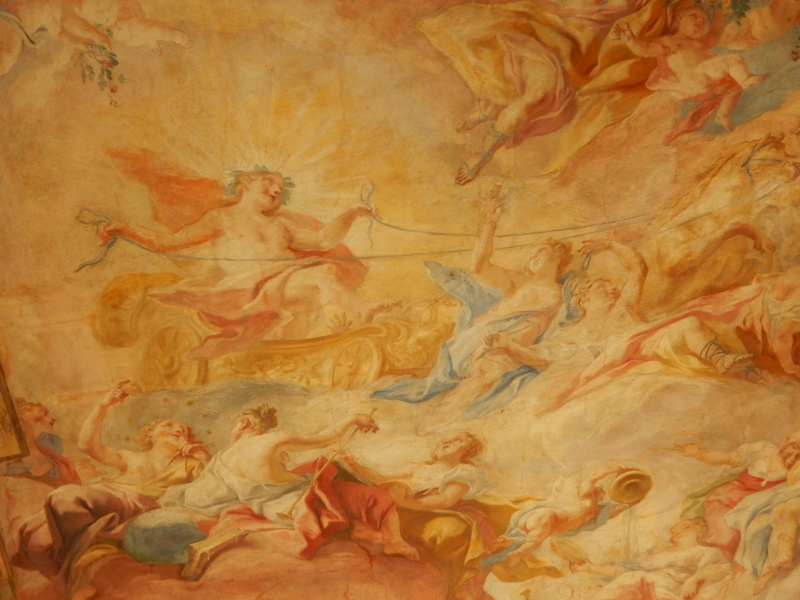
Triumf Apollónův (detail fresky)
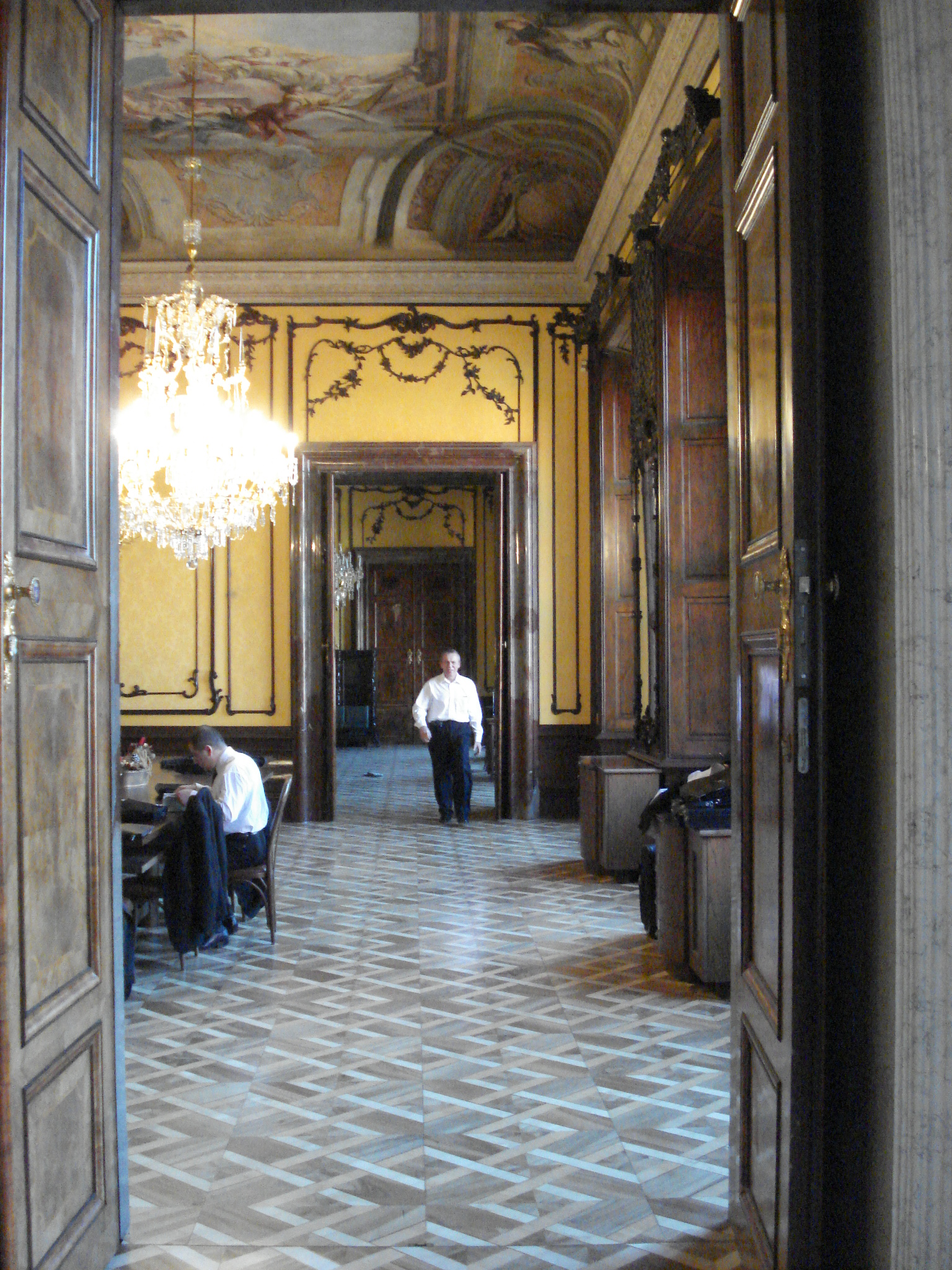
Interiéry
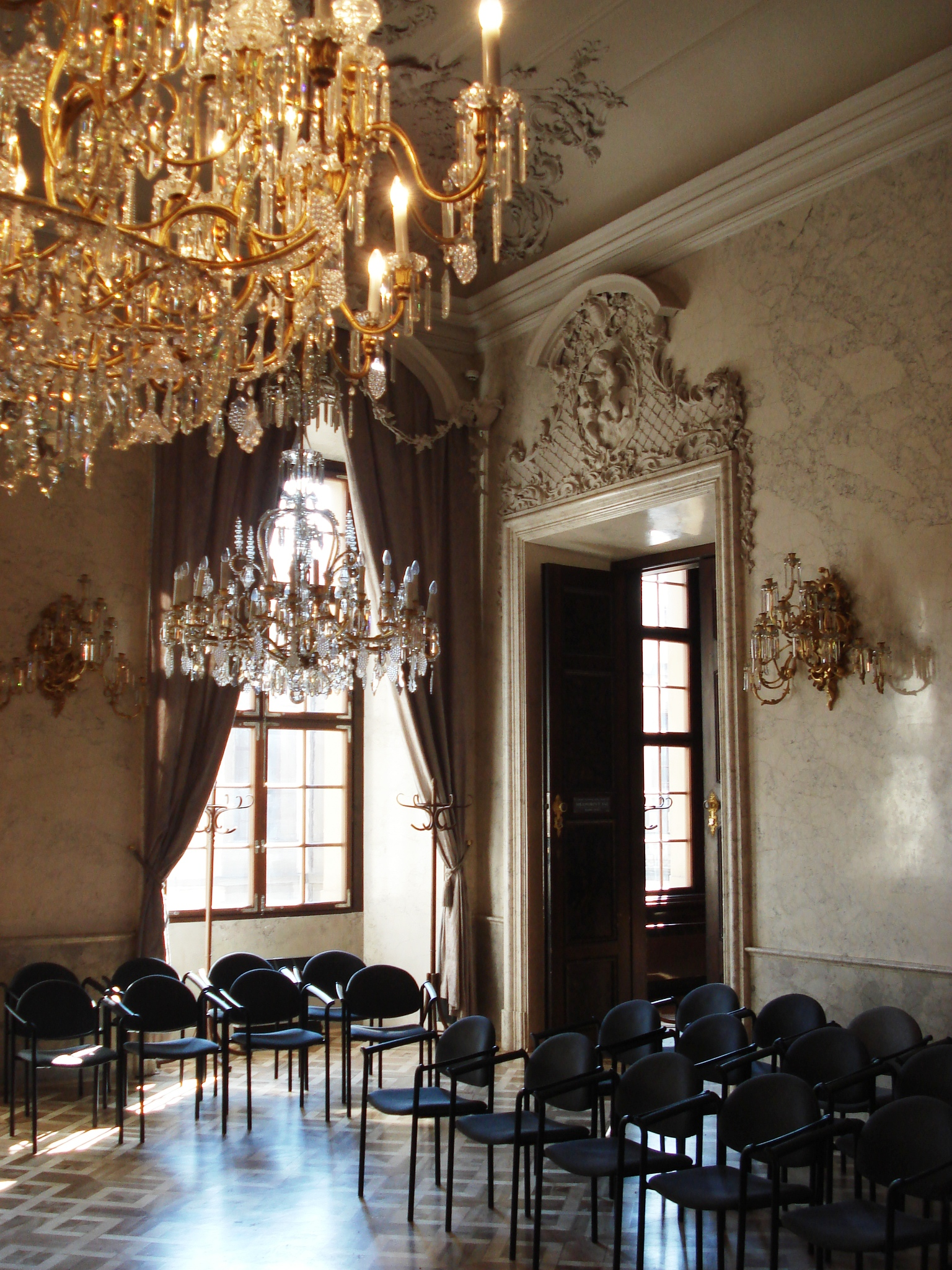
Mramorový sál
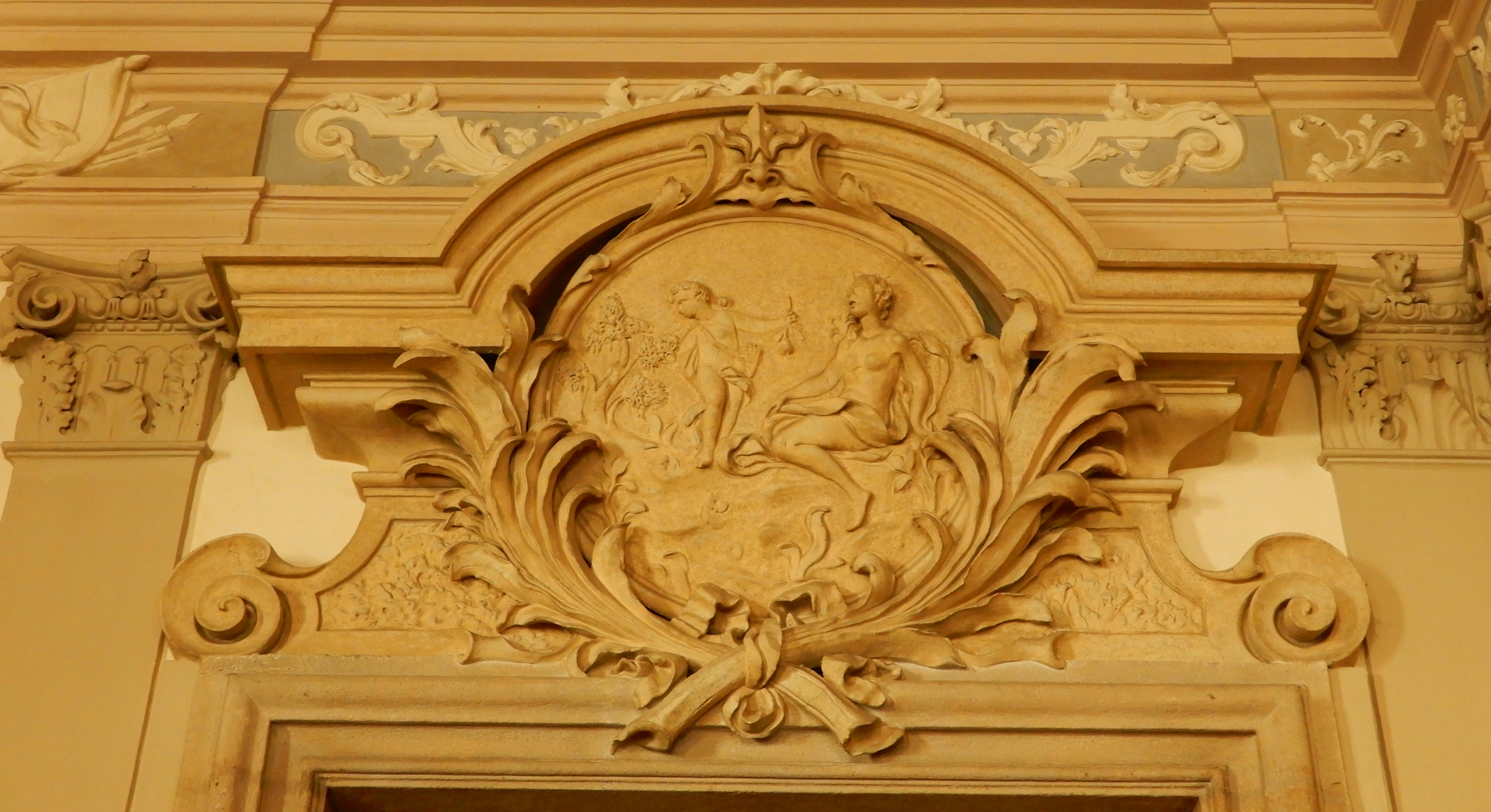
Supraporta s Venuší a amorem
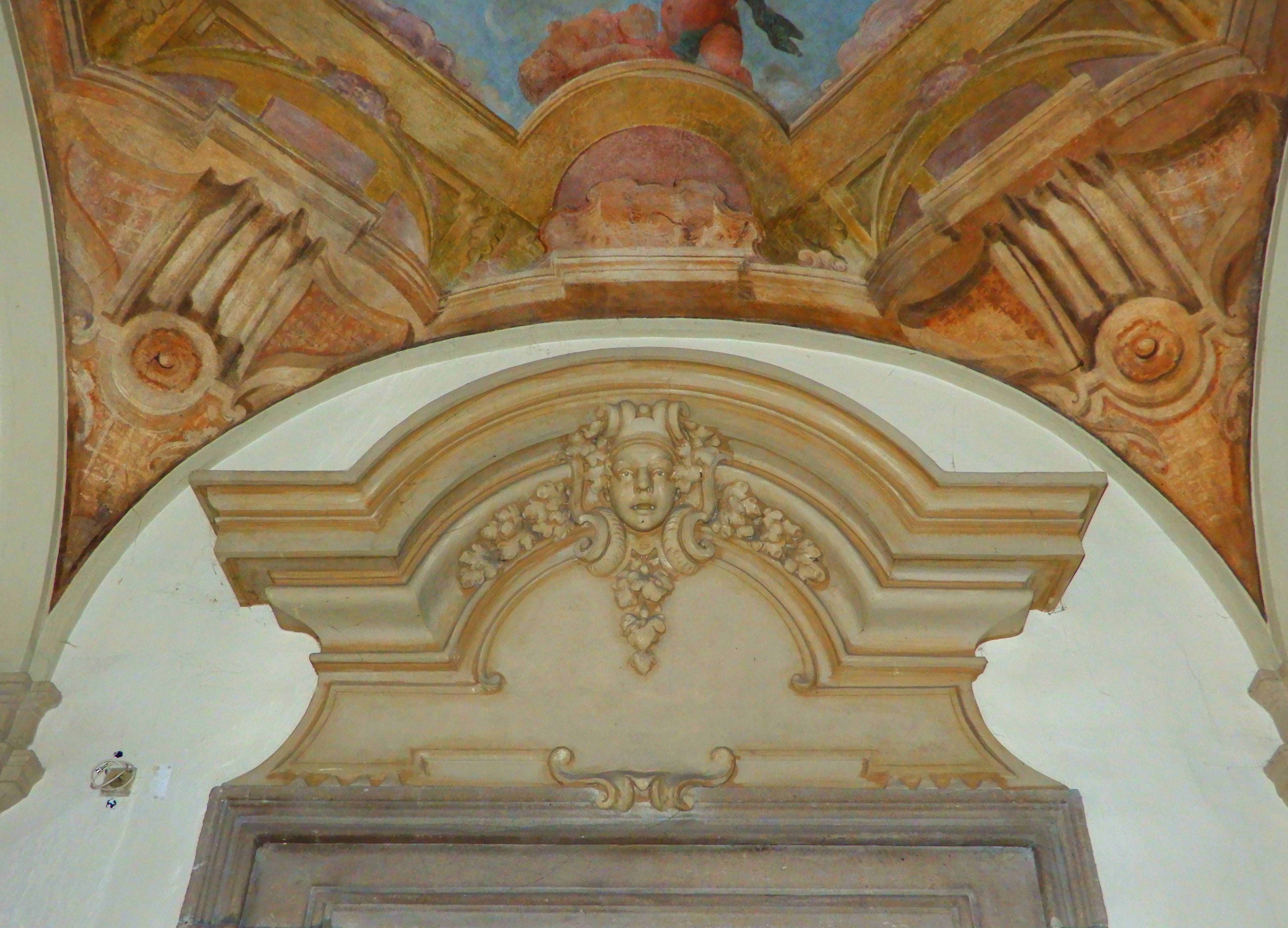
Supraporta s maskaronem
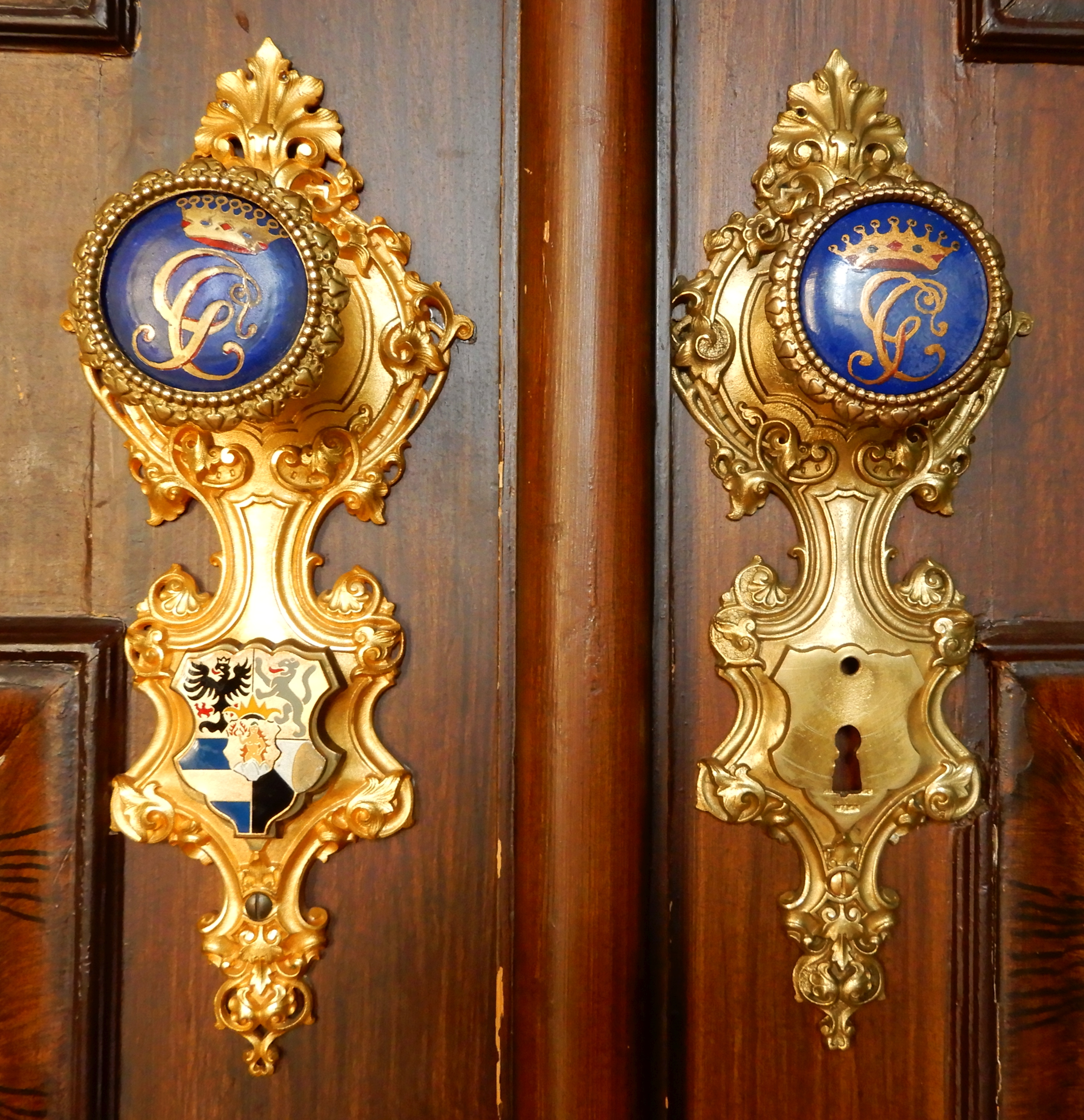
Zámek dveří ve 2. patře s erbem Clam-Gallasů